# Svenska föreningen Oikos
Svenska föreningen Oikos är en förening för forskande ekologer. Föreningen är värd för en årlig vetenskaplig konferens och har en aktiv e-postlista med utlysningar av doktorand- och post doc-tjänster, samt inbjudningar till vetenskapliga konferenser, kurser och seminarier inom ekologi. Föreningen är medlem i European Ecological Federation (EEF) och representerad i International Network of Next-Generation Ecologists (INNGE). Föreningen utser en ledamot i Nordiska föreningen Oikos, som utger den vetenskapliga tidskriften Oikos.
Föreningen grundades 1949 och har varit aktiv sedan dess.